# リー代数
数学において、リー代数 (リーだいすう、Lie algebra)、もしくはリー環（リーかん）は、「リー括弧積」（リーブラケット、Lie bracket）と呼ばれる非結合的な乗法 [x, y] を備えたベクトル空間である。無限小変換 (infinitesimal transformation) の概念を研究するために導入された。"Lie algebra" という言葉は、ソフス・リーに因んで、1930年代にヘルマン・ワイルにより導入された。古い文献では、無限小群 (infinitesimal group) という言葉も使われている。
リー代数はリー群と密接な関係にある。リー群とは群でも滑らかな多様体でもあるようなもので、積と逆元を取る群演算が滑らかであるようなものである。任意のリー群からリー代数が生じる。逆に、実数あるいは複素数上の任意の有限次元リー代数に対し、対応する連結リー群が被覆による違いを除いて一意的に存在する（リーの第三定理）。このリー群とリー代数の間の対応によってリー群をリー代数によって研究することができる。

## 定義
リー代数は、ある体 {\displaystyle \,\mathbb {F} } 上のベクトル空間 {\displaystyle \,{\mathfrak {g}}} であって、リーブラケット (Lie bracket)、あるいは括弧積と呼ばれる、次の公理を満たす二項演算 {\displaystyle [\cdot ,\cdot ]\colon {\mathfrak {g}}\times {\mathfrak {g}}\to {\mathfrak {g}}} が与えられている場合を言う。
双線型性
{\displaystyle \,\mathbb {F} } の全ての元（スカラー）a, b と {\displaystyle {\mathfrak {g}}} の全ての元 x, y, z に対して、
{\displaystyle [ax+by,z]=a[x,z]+b[y,z],\quad [z,ax+by]=a[z,x]+b[z,y]\ .}
交代性
{\displaystyle {\mathfrak {g}}} の全ての元 x に対し、
{\displaystyle [x,x]=0\ .}
ヤコビ恒等式
{\displaystyle {\mathfrak {g}}} の全ての元 x, y, z に対し、
{\displaystyle [x,[y,z]]+[z,[x,y]]+[y,[z,x]]=0\ .}
双線型性と交代性により、反交換関係、すなわち、{\displaystyle {\mathfrak {g}}} の全ての元 x, y に対し、[x, y] = −[y, x] が成り立つ。逆に、反交換関係は、体の標数が 2 ではないとき、交代性があることを意味する。
{\displaystyle {\mathfrak {g}}} のように、普通、リー代数はフラクトゥールの小文字で表される。リー代数がリー群に付随していると、リー代数のスペルはリー群と同じにする（書体は異なる）。例えば、特殊ユニタリ群の SU(n) のリー代数は {\displaystyle {\mathfrak {su}}(n)} と書かれる。

### 生成子と次元
リー代数 {\displaystyle {\mathfrak {g}}} の元からなる集合が生成子であるとは、その集合を含む {\displaystyle {\mathfrak {g}}} の最小のリー部分代数が全体 {\displaystyle {\mathfrak {g}}} と一致することである。リー代数の 次元は、{\displaystyle \,\mathbb {F} } 上のベクトル空間としての次元で定める。リー代数の生成集合の最小個数は、常に次元以下である。

### 準同型、部分代数、イデアル
必ずしも {\displaystyle [[x,y],z]} と {\displaystyle [x,[y,z]]} とが等しいとは限らないので、一般にはリーブラケットは結合法則を満たさない。しかし、結合的な環や結合多元環の理論での用語の多くは、リー代数でも共通して使われる。リーブラケットで閉じている部分空間 {\displaystyle {\mathfrak {h}}\subseteq {\mathfrak {g}}} をリー部分代数 (Lie subalgebra) と呼ぶ。部分空間 {\displaystyle I\subseteq {\mathfrak {g}}} がより強い条件
{\displaystyle [{\mathfrak {g}},I]\subseteq I}
を満たすとき、I をリー代数 {\displaystyle {\mathfrak {g}}} のイデアルと言う。（同じ係数体の上の）リー代数の間の準同型とは、{\displaystyle {\mathfrak {g}}} の全ての元 x, y に対し、交換関係が
{\displaystyle f\colon {\mathfrak {g}}\to {\mathfrak {g'}},\quad f([x,y])=[f(x),f(y)]}
と整合している線型写像を言う。リー代数 {\displaystyle {\mathfrak {g}}} とイデアル I が与えられると、環の理論のように、イデアルはちょうど準同型の核であり、商代数 (factor algebra) {\displaystyle {\mathfrak {g}}/I} を構成することができ、リー代数に対しても同型定理が成り立つ。
S を {\displaystyle {\mathfrak {g}}} の部分集合とする。S の全ての元 s に対し {\displaystyle [x,s]=0} となるような元 x 全体の集合は、S の中心化部分代数 (centralizer) を構成する。{\displaystyle {\mathfrak {g}}} 自身の中心化代数は、{\displaystyle {\mathfrak {g}}} の中心と呼ばれる。中心化と同様に、S の全ての元 s に対し {\displaystyle [x,s]} が S の元となるような x の集合は、S の部分代数を構成する。この部分代数は S の正規化部分代数 (normalizer of S) と呼ばれる。

### 直和
2 つのリー代数 {\displaystyle {\mathfrak {g}}} と {\displaystyle {\mathfrak {g'}}} が与えられると、それらの直和は、{\displaystyle x\in {\mathfrak {g}}} と {\displaystyle x'\in {\mathfrak {g'}}} の対 {\displaystyle (x,x')} からなるベクトル空間 {\displaystyle {\mathfrak {g}}\oplus {\mathfrak {g'}}} であり、リーブラケットは
{\displaystyle [(x,x'),(y,y')]=([x,y],[x',y']),\quad x,y\in {\mathfrak {g}},\,x',y'\in {\mathfrak {g'}}}
で定める。

## 性質

### 包絡代数を持つ
乗法 * を持つ任意の結合代数 A に対し、リー代数 L(A) を構成できる。ベクトル空間としては、L(A) は A と同じである。L(A) の 2 つの元のリーブラケットは、A における交換子として定義される。すなわち
{\displaystyle [a,b]=a*b-b*a.}
A の乗法 * の結合性は、L(A) の交換子のヤコビ恒等式を意味する。例えば、体 F 上の n × n 行列の結合代数から、一般線型リー代数 {\displaystyle {\mathfrak {gl}}_{n}(F)} が生じる。結合代数 A をリー代数 L(A) の包絡代数 (enveloping algebra) と呼ぶ。全てのリー代数はこのようにして結合代数から作られたリー代数へ埋め込むことができる。普遍包絡代数を参照。

### 表現
ベクトル空間 V が与えられたとして、{\displaystyle {\mathfrak {gl}}(V)} で V の全ての線型自己準同型からなる結合代数から生じるリー代数を表すとする。リー代数 {\displaystyle {\mathfrak {g}}} の V 上の表現 (representation) とは、リー代数の準同型
{\displaystyle \pi \colon {\mathfrak {g}}\to {\mathfrak {gl}}(V)}
である。
表現は、核が自明のときに、忠実 (faithful) であるという。全ての有限次元リー代数はある有限次元ベクトル空間上の忠実な表現を持っている（アドの定理）。
例えば、{\displaystyle \operatorname {ad} (x)(y)=[x,y]} により与えられる
{\displaystyle \operatorname {ad} \colon {\mathfrak {g}}\to {\mathfrak {gl}}({\mathfrak {g}})}
は、随伴表現と呼ばれる、ベクトル空間 {\displaystyle {\mathfrak {g}}} 上の {\displaystyle {\mathfrak {g}}} の表現である。リー代数 {\displaystyle {\mathfrak {g}}} （実は任意の非結合的代数でもよい）の上の微分とは、ライプニッツ則、すなわち、{\displaystyle {\mathfrak {g}}} のすべての元 x, y に対して
{\displaystyle \delta ([x,y])=[\delta (x),y]+[x,\delta (y)]}
が成り立つような線型写像 {\displaystyle \delta \colon {\mathfrak {g}}\rightarrow {\mathfrak {g}}} のことである。ヤコビ恒等式より、任意の x に対し、{\displaystyle \operatorname {ad} (x)} は微分である。従って、{\displaystyle \operatorname {ad} } の像は、{\displaystyle {\mathfrak {g}}} 上の微分からなる {\displaystyle {\mathfrak {gl}}({\mathfrak {g}})} の部分代数 {\displaystyle \operatorname {Der} ({\mathfrak {g}})} に含まれる。{\displaystyle \operatorname {ad} } の像に属する微分は、内部微分 (inner derivation) と呼ばれる。{\displaystyle {\mathfrak {g}}} が半単純であれば、{\displaystyle {\mathfrak {g}}} 上の全て微分は内部微分である。

## 例

### ベクトル空間
- 任意のベクトル空間 V にリーブラケットを恒等的に 0 として定めたものはリー代数となる。そのようなリー代数は可換と呼ばれる（以下を参照）。体上の任意の 1 次元リー代数は、リーブラケットの反対称性により、可換である。
- 全ての n × n 歪エルミート行列からなる実ベクトル空間は、交換子の下に閉じているので、実リー代数をなし、{\displaystyle {\mathfrak {u}}(n)} で表される。これはユニタリ群 U(n) のリー代数である。

### 部分空間
- 一般線型リー代数 {\displaystyle {\mathfrak {gl}}_{n}(F)} のトレース 0 の行列全体からなる部分空間は部分リー代数であり[5]、特殊線型リー代数（英語版）と呼ばれ、{\displaystyle {\mathfrak {sl}}_{n}(F)} と記す。

### 実行列群
- 任意のリー群 G から、付随する実リー代数 {\displaystyle {\mathfrak {g}}=\operatorname {Lie} (G)} が定義される。一般の定義はいくらか技術的であるが、実行列群の場合には、指数写像、すなわち行列の指数関数を通じて構成することができる。リー代数 {\displaystyle {\mathfrak {g}}} は、全ての実数 t に対して exp(tX) ∈ G となるような行列 X 全体からなる。

{\displaystyle {\mathfrak {g}}} のリーブラケットは行列の交換子により与えられる。具体的な例として、成分が実数で行列式が 1 の n × n 行列からなる特殊線型群 SL(n, R) を考える。これは行列リー群であり、そのリー代数は、実数を成分とするトレースが 0 の n × n 行列全体からなる。

### 3次元
- ベクトルのクロス積により与えられるリーブラケットを持つ 3次元ユークリッド空間 R3 は、3次元リー代数である。
- ハイゼンベルク代数（英語版） H3(R) は、次の関係式を満たすリーブラケットを持つ要素 x, y, z によって生成される3次元リー代数である：

{\displaystyle [x,y]=z,\quad [x,z]=0,\quad [y,z]=0}
この代数は、3×3 の狭義上三角行列全体からなる空間に、リーブラケットを行列の交換子によって与えたものとして、明示的に構成される。
{\displaystyle x=\left[{\begin{array}{ccc}0&1&0\\0&0&0\\0&0&0\end{array}}\right],\quad y=\left[{\begin{array}{ccc}0&0&0\\0&0&1\\0&0&0\end{array}}\right],\quad z=\left[{\begin{array}{ccc}0&0&1\\0&0&0\\0&0&0\end{array}}\right]~\quad }
したがって、ハイゼンベルク群の任意の元は、群の生成元、すなわちリー代数のこれらの生成元の、行列指数関数の積
{\displaystyle \left[{\begin{array}{ccc}1&a&c\\0&1&b\\0&0&1\end{array}}\right]=e^{by}e^{cz}e^{ax}~}
として表現可能である。
- 量子力学における角運動量演算子の x, y, z 成分の間の交換関係は、{\displaystyle {\mathfrak {su}}(2)} と {\displaystyle {\mathfrak {so}}(3)} のそれと同じである：

{\displaystyle [L_{x},L_{y}]=i\hbar L_{z},}
{\displaystyle [L_{y},L_{z}]=i\hbar L_{x},}
{\displaystyle [L_{z},L_{x}]=i\hbar L_{y}.}
但し、物理学の慣例により、リー代数の元に因子 i=√-1 を乗じた関係式を用いている。角運動量演算子の問題は、このリー代数の全ての有限次元表現を求めることに帰着する。

### 無限次元
- 無限次元実リー代数の重要なクラスは、微分トポロジーで生じる。可微分多様体 M 上の滑らかなベクトル場の空間はリー代数をなす。ここでリーブラケットはベクトル場の交換子として定義される。リーブラケットを表現する1つの方法は、リー微分の形式化によるものである。ベクトル場 X を滑らかな関数上に作用する一階の偏微分作用素 LX と次のようにして同一視する、すなわち LX(f) を関数 f の X の方向の方向微分とする。2つのベクトル場のリーブラケット [X, Y] は次の式による関数へのその作用を通じて定義されるベクトル場である：

{\displaystyle L_{[X,Y]}f=L_{X}(L_{Y}f)-L_{Y}(L_{X}f).\,}
- カッツ・ムーディ代数は無限次元リー代数の例である。
- モーヤル代数（英語版）は、すべての古典型リー代数（英語版）を部分代数として含む無限次元リー代数である。

## 構造論と分類
リー代数は、ある程度、分類することが可能である。特に、このことはリー群の分類に応用される。

### 可換性、冪零性、可解性
導来部分群のことばで定義される、可換群、冪零群、可解群と同様に、可換、冪零、可解リー代数を定義することができる。
リー代数 {\displaystyle {\mathfrak {g}}} が可換 (abelian) であるとは、リーブラケットが消えていること、すなわち、{\displaystyle {\mathfrak {g}}} の全ての元 x と y' に対して [x, y] = 0 となることをいう。可換リー代数は、ベクトル空間 {\displaystyle K^{n}} やトーラス {\displaystyle T^{n}} のような、可換連結リー群に対応していて、すべて {\displaystyle {\mathfrak {k}}^{n}} の形である、つまり自明なリーブラケットをもつ n 次元ベクトル空間である。
リー代数のより一般的なクラスは、与えられた長さのすべての交換子が消えることによって定義される。リー代数 {\displaystyle {\mathfrak {g}}} が、冪零 (nilpotent) とは、降中心列
{\displaystyle {\mathfrak {g}}>[{\mathfrak {g}},{\mathfrak {g}}]>[[{\mathfrak {g}},{\mathfrak {g}}],{\mathfrak {g}}]>[[[{\mathfrak {g}},{\mathfrak {g}}],{\mathfrak {g}}],{\mathfrak {g}}]>\cdots }
が有限回でゼロに達することを言う。エンゲルの定理により、リー代数が冪零であることと、{\displaystyle {\mathfrak {g}}} の全ての元 u に対し、随伴自己準同型
{\displaystyle \operatorname {ad} (u)\colon {\mathfrak {g}}\to {\mathfrak {g}},\quad \operatorname {ad} (u)v=[u,v]}
が冪零であることは同値である。
さらにより一般的なものとして、リー代数 {\displaystyle {\mathfrak {g}}} が可解 (solvable) であるとは、導来列
{\displaystyle {\mathfrak {g}}>[{\mathfrak {g}},{\mathfrak {g}}]>[[{\mathfrak {g}},{\mathfrak {g}}],[{\mathfrak {g}},{\mathfrak {g}}]]>[[[{\mathfrak {g}},{\mathfrak {g}}],[{\mathfrak {g}},{\mathfrak {g}}]],[[{\mathfrak {g}},{\mathfrak {g}}],[{\mathfrak {g}},{\mathfrak {g}}]]]>\cdots }
が有限回でゼロに達することを言う。
全ての有限次元リー代数は、根基 (radical) と呼ばれる一意的な極大可解イデアルを持つ。リー対応の下、連結なべき零リー群、連結な可解リー群はそれぞれ、べき零、可解リー代数に対応する。

### 単純性と半単純性
リー代数が単純 (simple) とは、非自明なイデアルを持たず、可換でないときを言う。リー代数 {\displaystyle {\mathfrak {g}}} が半単純とは、根基がゼロであるときを言う。同じことであるが、{\displaystyle {\mathfrak {g}}} が半単純とは、ゼロでない可換イデアルを持たないときを言う。特に、単純リー代数は半単純である。逆に、任意の半単純リー代数は、その極小イデアルの直和であることが証明できる。この極小イデアルは、自然に決定される単純リー代数である。
リー代数の半単純性の概念は、リー代数の表現の完全可約性（半単純性）と密接に関連している。基礎体 F の標数が 0 のとき、半単純リー代数の任意の有限次元表現は半単純（つまり、既約表現の直和）である。一般に、リー代数が簡約(reductive)とは、随伴表現が半単純であるときを言う。したがって、半単純リー代数は簡約である。

### カルタンの判定条件
カルタンの判定条件は、リー代数がべき零、可解、あるいは半単純であるための判定条件を与える。この判定条件は、キリング形式の考え方を基礎としている。キリング形式とは、
{\displaystyle K(u,v)=\operatorname {tr} (\operatorname {ad} (u)\operatorname {ad} (v))}
で定義された、{\displaystyle {\mathfrak {g}}} 上の対称双線型形式である。ここで tr は線型写像のトレースを表す。リー代数 {\displaystyle {\mathfrak {g}}} が半単純であることと、キリング形式が非退化であることは同値である。リー代数 {\displaystyle {\mathfrak {g}}} が可解であることと、{\displaystyle K({\mathfrak {g}},[{\mathfrak {g}},{\mathfrak {g}}])=0} であることとは同値である。

### 分類
レヴィ分解は、任意のリー代数を、可解な根基と半単純リー代数の半直和として、ほぼ標準的に表す。さらに、代数的閉体上の半単純リー代数は、ルート系を通して完全に分類されている。しかし、可解リー代数の分類は「手に負えない」問題であり、一般には完成できない。

## リー群との関係
リー代数は多くの場合それ自体で研究されているが、歴史的にはリー群の研究のための方法として生まれた。
リーの基本定理は、リー群とリー代数の関係を記述している。特に、任意のリー群はリー代数を標準的に決定し（具体的には、単位元における接空間）、逆に任意のリー代数に対し、対応する連結リー群が存在する（リーの第三定理。ベイカー・キャンベル・ハウスドルフの公式を参照）。このリー群は一意には決まらないが、同じリー代数をもつ任意の2つの連結リー群は局所同型であり、特に同じ普遍被覆を持つ。例えば、特殊直交群 SO(3) と特殊ユニタリ群 SU(2) からは、同じリー代数が生じる。これはクロス積をもつ R3 に同型である。一方、SU(2) は SO(3) の単連結な二重被覆である。
リー群が与えられると、リー代数を次のいずれかの方法によって結びつけることができる。単位元における接空間に随伴写像の微分を与えるか、あるいは、例の中で述べたように、左不変ベクトル場を考える。実行列群の場合、リー代数 {\displaystyle {\mathfrak {g}}} は、全ての実数 t に対し exp(tX) ∈ G となるような行列 X 全体から構成される。ここに exp は行列の指数関数である。
リー群に付随するリー代数の例を挙げる。
- 群 {\displaystyle {\rm {GL}}_{n}(\mathbb {C} )} のリー代数 {\displaystyle {\mathfrak {gl}}_{n}(\mathbb {C} )} は、複素 n×n 行列全体からなる代数である。
- 群 {\displaystyle {\rm {SL}}_{n}(\mathbb {C} )} のリー代数 {\displaystyle {\mathfrak {sl}}_{n}(\mathbb {C} )} は、トレースが 0 である複素　n×n 行列の代数である。
- 群 {\displaystyle \operatorname {O} (n)} のリー代数 {\displaystyle {\mathfrak {o}}(n)} と、群 {\displaystyle \operatorname {SO} (n)} のリー代数 {\displaystyle {\mathfrak {so}}(n)} は、いずれも実反対称 n×n 行列の代数である。（議論は交代行列#無限小回転を参照。）
- 群 {\displaystyle \operatorname {U} (n)} のリー代数 {\displaystyle {\mathfrak {u}}(n)} は、歪エルミート複素 n×n 行列の代数であり、他方、{\displaystyle \operatorname {SU} (n)} のリー代数 {\displaystyle {\mathfrak {su}}(n)} は、トレースが 0 の歪エルミート複素 n×n 行列の代数である。

上記の例では、（リー代数の行列 X と Y に対する）リーブラケット {\displaystyle [X,Y]} は {\displaystyle [X,Y]=XY-YX} として定義する。
生成子 Ta の集合が与えられると、構造定数 f abc は、生成子の対のリーブラケットを生成子の線型結合として表す、すなわち [Ta, Tb] = f abc Tc．構造定数はリー代数の元のリーブラケットを決定し、したがってリー群の群構造をほぼ完全に決定する。単位元の近くのリー群の構造は、ベイカー・キャンベル・ハウスドルフの公式により明示的に表される。この公式は、リー代数の元 X, Y とその（入れ子になった）リーブラケットによる展開によって単一の冪で表す： exp(tX) exp(tY) = exp(tX+tY+½ t2[X,Y]  + O(t3) ).
リー群からリー代数への写像は関手的である。これはリー群の準同型がリー代数の準同型に持ち上がることを意味し、様々な性質がこの持ち上げによって満たされる。合成と可換であり、リー群の部分リー群、核、商、余核をそれぞれリー代数の部分代数、核、商、余核に写す。
各リー群をそのリー代数に写し、各準同型をその微分へ写す関手 L は、忠実かつ完全である。しかしながら、圏同値ではない。異なるリー群が同型なリー代数を持つかもしれず（例えば SO(3) と SU(2)）、また、いかなるリー群にも伴わない（無限次元の）リー代数が存在するからである。
しかしながら、リー代数 {\displaystyle {\mathfrak {g}}} が有限次元のときは、{\displaystyle {\mathfrak {g}}} をリー代数としてもつ単連結リー群が存在する。より正確には、リー代数の関手 L は、有限次元（実）リー代数からリー群への左随伴関手 Γ を持っていて、単連結リー群の充満部分圏を通して分解する。言い換えると、双関手の自然同型
{\displaystyle \mathrm {Hom} (\Gamma ({\mathfrak {g}}),H)\cong \mathrm {Hom} ({\mathfrak {g}},\mathrm {L} (H))}
が存在する。随伴 {\displaystyle {\mathfrak {g}}\rightarrow \mathrm {L} (\Gamma ({\mathfrak {g}}))}（{\displaystyle \Gamma ({\mathfrak {g}})} 上の単位元に対応させる）は同型射であり、他の随伴 {\displaystyle \Gamma (\mathrm {L} (H))\rightarrow H} は、H の単位元成分の普遍被覆群から H への射影準同型である。このことから直ちに次のことが従う。G が単連結であれば、リー代数関手は、リー群の準同型 G → H たちとリー代数の準同型 L(G) → L(H) たちの間の全単射を確立する。
上記の普遍被覆群は指数写像によるリー代数の像として構成することができる。より一般的に、リー代数は単位元の近傍に同相である。しかし大域的には、リー群がコンパクトであれば指数写像は単射ではなく、リー群が連結、単連結、あるいはコンパクトでなければ、指数写像は全射とは限らない。
リー代数が無限次元であれば、問題はより微妙なものとなる。多くの例では、指数写像は局所的にさえ同相写像でない（例えば、Diff(S1) において、exp の像に入らないような単位元にいくらでも近い微分同相写像を見つけることができる）。さらに、無限次元リー代数には、どんな群のリー代数でもないようなものがある。
リー代数とリー群の間の対応はいろいろなことに使われる。例えば、リー群の分類や、それに関連してリー群の表現論の問題。リー代数の全ての表現は、対応する連結で単連結なリー群の表現に一意的に持ち上がり、逆に、任意のリー群のすべての表現は、そのリー群のリー代数の表現を誘導する。表現は 1 対 1 に対応する。従って、リー代数の表現を知ることで、群の表現の問題が解決される。
分類に関しては、与えられたリー代数をもつ任意の連結リー群は普遍被覆をある離散的な中心的部分群で割ったものに同型であることを示すことができる。従って、リー群の分類は、リー代数の分類が分かってしまえば（半単純な場合は、カルタンらにより解かれた）、単純に中心の離散部分群を数えあげる問題となる。

## 圏論的な定義
圏論のことばを使うと、リー代数は、Veck の射 [., .]: A ⊗ A → A を伴った対象 A として定義できる。ここで Veck は標数が 2 ではない体 k 上のベクトル空間の圏であり、⊗ は Veck の次のようなモノイド積を表す。
- {\displaystyle [\cdot ,\cdot ]\circ (\mathrm {id} +\tau _{A,A})=0}
- {\displaystyle [\cdot ,\cdot ]\circ ([\cdot ,\cdot ]\otimes \mathrm {id} )\circ (\mathrm {id} +\sigma +\sigma ^{2})=0}

ここに、τ (a ⊗ b) :=  b ⊗ a であり、σ は (id ⊗ τA,A) ° (τA,A ⊗ id) を組み上げる巡回置換である。図式にすると以下のようになる。

## リー環 (Lie ring)
数学における（狭義の）リー環（リーかん、英: Lie ring）はリー代数とよく似た構造で、リー代数を一般化した代数的構造と見ることもできるが、群の降中心列の研究においても自然に生じてくる。
リー環と関連する概念としてリー群やリー代数があるが、（環が加法に関して群になるのとは異なり）リー環は加法に関して必ずしもリー群を成さず、他方で任意のリー代数はリー環の例である。任意の結合環は交換子括弧積 {\displaystyle [x,y]=xy-yx} を考えればリー環になる。逆に、任意のリー環には普遍包絡環（普遍展開環）と呼ばれる結合環を対応させることができる。
リー環は、ラザール対応を通じてp-群の研究に用いられる。p-群の降中心因子は有限アーベル p-群だから、これを Z/pZ 上の加群と見ることができる。降中心因子すべての（加群としての）直和には、2つの剰余類の括弧積を代表元の交換子積を代表元とする剰余類を割り当てるものと定義して、リー環の構造を入れることができる。このリー環は、もう1つ p-乗冪写像と呼ばれる加群の準同型によって豊饒化することができ、そうして得られたリー環がいわゆる制限リー環である。
リー環をリー代数の類似と見る立場からは、p-進整数環のような整数環上のリー代数の研究などを通じて、p-進解析的な位相群やその自己準同型を定義するのにもリー環は有用である。シュヴァレーによるリー型の有限群の定義は、複素数体上のリー代数を有理整数環上に係数制限し、さらに法 p で割って考えることにより有限体上のリー代数を得るものである。

### 厳密な定義
リー環はヤコビ恒等式を満足する交代的な乗法を持つ非結合環として定義される。より具体的に述べれば、リー環 L = (L, +, [·,·]) はアーベル群 (L, +, 0) の構造を持ち、以下の性質：
- 双加法性: {\displaystyle [x+y,z]=[x,z]+[y,z],\quad [z,x+y]=[z,x]+[z,y]\qquad (\forall x,y,z\in L)}
- ヤコビ恒等式: {\displaystyle [x,[y,z]]+[y,[z,x]]+[z,[x,y]]=0\qquad (\forall x,y,z\in L)}
- 複零性: {\displaystyle [x,x]=0\quad (\forall x\in L)}

を満たす二項演算 {\displaystyle [\cdot ,\cdot ]} を備えるものを言う
2つのリー環 L1, L2 の間の写像 f: L1 → L2 がリー環準同型であるとは、それがリー環の2つの演算を保つときにいう。即ちリー環準同型 f は
{\displaystyle {\begin{aligned}f(x+_{1}y)&=f(x)+_{2}f(y)\\f([x,y]_{1})&=[f(x),f(y)]_{2}\end{aligned}}\quad (\forall x,y\in L_{1})}
を満たす（演算の下付き添字はそれぞれの空間における演算であることを示す）。

### 例
- 体の代わりに一般の可換環上で考えた任意のリー代数はリー環の例である。リー環とは言うものの、リー環は加法に関してリー群になるというわけではない。
- 任意の結合環は（加法はそのままで積を）括弧積と呼ばれる演算 {\displaystyle [x,y]=xy-yx} に取り換えることによりリー環になる。
- 群論から生じるリー環の例を挙げよう。群 G とその上に交換子積 {\displaystyle (x,y)=x^{-1}y^{-1}xy} を考え、{\displaystyle G=G_{0}\supseteq G_{1}\supseteq G_{2}\supseteq \cdots \supseteq G_{n}\supseteq \cdots } を G の中心列とする（このとき、各 i, j について交換子部分群 {\displaystyle (G_{i},G_{j})} は {\displaystyle G_{i+j}} に含まれる）。ここで {\displaystyle L=\bigoplus G_{i}/G_{i+1}} と置けば、L の直和成分ごとの群演算（各直和因子はそれぞれアーベル群であることに注意）を加法とし、括弧積を {\displaystyle [xG_{i},yG_{j}]=(x,y)G_{i+j}\ } を線型に拡張したもので定めて L はリー環になる。ここで、交換子の定める括弧積が、リー環で言うところの括弧積の性質を持つことに、列の中心性が効いてくることに注意。